# Damga
Damga är en bergstopp i Bulgarien.   Den ligger i regionen Sofijska oblast, i den västra delen av landet, 60 km söder om huvudstaden Sofia. Toppen på Damga är 2 670 meter över havet, eller 65 meter över den omgivande terrängen. Bredden vid basen är 0,93 km.
Terrängen runt Damga är bergig åt sydväst, men åt nordost är den kuperad. Närmaste större samhälle är Dupnitsa, 18,7 km nordväst om Damga. 
Trakten runt Damga består i huvudsak av gräsmarker. Runt Damga är det glesbefolkat, med 10 invånare per kvadratkilometer.